# دبستان ثنایی
دبستان ثنایی مربوط به دوره پهلوی است و در شهرستان گرمسار، مرکز شهر ایوانکی، شرق پل پهلوی، شمال خیابان اصلی و مرکزی شهر ایوانکی واقع شده و این اثر در تاریخ ۲۶ اسفند ۱۳۸۷ با شمارهٔ ثبت ۲۶۰۶۸ به‌عنوان یکی از آثار ملی ایران به ثبت رسیده است.